# 鐵路發展獎章
鐵路發展獎章（俄语：Медаль «За развитие железных дорог»），是俄羅斯聯邦頒授的一款獎章。

## 設立和頒授
鐵路發展獎章是在2007年7月9日根據俄羅斯總統令設立的。有關當局會向符合以下資格者頒授鐵路發展獎章：
- 在俄羅斯鐵路的發展上取得成就
- 對旨在提升鐵路運作效率的事務（例如培訓、研究等）作出重大貢獻

對發展鐵路運輸作出特別功績的外國公民也可獲頒此獎章；一般來說，獲頒鐵路發展獎章者都曾獲得俄羅斯聯邦功勳運輸從業員的榮譽頭銜。

## 外觀和佩戴
鐵路發展獎章有一塊呈五邊形狀的綬帶，以及一面直徑為32毫米的圓形獎牌；圓形獎牌的正面有俄羅斯首架蒸汽機車和現代電力機車的浮雕，背面則有「為鐵路發展」（俄语：ЗА РАЗВИТИЕ ЖЕЛЕЗНЫХ ДОРОГ）的俄語字句。獲頒者會把獎章佩戴在左邊胸口處。